# Awakening of the Liar
Awakening of the Liar – czwarty album studyjny polskiej grupy deathmetalowej Hate. Wydawnictwo ukazało się 4 marca 2003 roku nakładem Empire Records i Listenable Records.
Płyta została zarejestrowana w Hard Studio w Warszawie i Hertz Studio w Białymstoku na przełomie października i listopada 2002 roku. Miksowanie i mastering nagrań wykonali braci Sławomir i Wojciech Wiesławscy w styczniu 2003 roku w Hertz Studio. Wyjątek stanowi utwór "Grail In The Flesh" zmiksowany przez Krisa Wawrzaka w Hard Studio w listopadzie 2002 roku.

## Lista utworów
Opracowano na podstawie materiału źródłowego.
| Nr  | Tytuł utworu            | Słowa                | Muzyka                          | Długość |
| --- | ----------------------- | -------------------- | ------------------------------- | ------- |
| 1.  | „Flagellation”          | Adam Buszko          | Adam Buszko, Dariusz Zaborowski | 02:40   |
| 2.  | „Anti-God Extremity”    | Adam Buszko          | Adam Buszko, Dariusz Zaborowski | 02:42   |
| 3.  | „Close To The Nephilim” | Adam Buszko          | Adam Buszko                     | 04:19   |
| 4.  | „Immolate The Pope”     | Adam Buszko          | Adam Buszko, Dariusz Zaborowski | 03:48   |
| 5.  | „The Shroud”            | Adam Buszko          | Adam Buszko                     | 02:55   |
| 6.  | „The Scrolls”           | Adam Buszko          | Adam Buszko                     | 04:16   |
| 7.  | „Awakening Of The Liar” | Adam Buszko          | Adam Buszko                     | 03:36   |
| 8.  | „Serve God, Rely On Me” | Adam Buszko          | Adam Buszko                     | 02:44   |
| 9.  | „Grail In The Flesh”    | utwór instrumentalny | Adam Buszko                     | 01:44   |
| 10. | „Spirit Of Gospa”       | Adam Buszko          | Adam Buszko, Dariusz Zaborowski | 02:56   |
|     |                         |                      |                                 | 31:40   |

## Twórcy
Opracowano na podstawie materiału źródłowego.
| Zespół Hate w składzie - Adam "ATF Sinner" Buszko – gitara rytmiczna, gitara prowadząca, gitara akustyczna, wokal prowadzący, produkcja - Piotr "Kaos" Jeziorski – gitara rytmiczna - Cyprian Konador – gitara basowa - Dariusz "Hellrizer" Zaborowski – perkusja |  | Produkcja - Krzysztof "Kris" Wawrzak – inżynieria dźwięku, miksowanie - Wojciech i Sławomir Wiesławscy – inżynieria dźwięku, miksowanie, mastering - Paweł "Blitz" Rosłon – zdjęcia - Artur Szolc – koncepcja oprawy graficznej - Tomasz "Graal" Daniłowicz – opracowanie graficzna |

## Wydania
| Rok  | Nr katalogowy | Format    | Wydawca            | Region            | Źródło |
| ---- | ------------- | --------- | ------------------ | ----------------- | ------ |
| 2003 | EMP CD 023    | CD, Album | Empire Records     | Polska            | [ 4 ]  |
| 2003 | WAR 034       | CD, Album | Mercenary Musik    | Stany Zjednoczone | [ 4 ]  |
| 2003 | POSH 057      | CD, Album | Listenable Records | Europa            | [ 4 ]  |